# Туров, Максим Владимирович
Макси́м Влади́мирович Ту́ров (род. 7 декабря 1979) — российский шахматист, гроссмейстер (1999). Тренер.

## Шахматная карьера
В составе сборной России победитель 1-й Всемирной детской Олимпиады (1993) в г. Линаресе.
Многократный участник финалов чемпионатов России.
Участник четырёх командных чемпионатов России в составе команды «Дон-СДЮСШОР», г. Ростов-на-Дону (1996) и команд из Санкт-Петербурга (2006, 2008—2009). Высшее достижение — командная бронзовая медаль и индивидуальная серебряная медаль чемпионата 1996 года. Помимо этого, выиграл индивидуальную бронзовую медаль чемпионата 2008 года.
В составе команды «ФИНЭК» участник двух Кубков европейских клубов (2008—2009).
Победитель ряда международных турниров: Квебек Опен (2001), Ченнаи Опен (2010), «Сердце Финляндии» (2010), 2 мемориала Агзамова (2010 и 2012), Нордерштедт Опен (2012), Севилья Опен (2014), блиц-турнир в Тромсё (2015), Теплице Опен (2017) и др. Дважды побеждал в открытых чемпионатах Нидерландов (2005 и 2011). Всего в 2000-х Максим Туров выиграл несколько десятков европейских турниров, проходивших по швейцарской системе, вследствие чего в некоторых источниках шахматист характеризуется как «король европейских швейцарок».
Занял 3-е место в финале Кубка Казахстана 2019 года.
В 2004 году участвовал в чемпионате Европы по Интернет-блицу (дошёл до четвертьфинала, где уступил Б. Гельфанду) и чемпионата России по Интернет-блицу (дошёл до финала).
Участник 2-х личных чемпионатов Европы (2001 и 2006), а также чемпионатов Европы по блицу (2016 и 2019) и рапиду (2016 и 2019).
В 2019 году принял участие в Чемпионате мира по быстрым шахматам и блицу 2019.
В 2023 году стал чемпионом Петербурга по блицу.
Несколько лет тренировал команду юниоров Норвегии.
Наивысшего рейтинга достиг в мае 2012 года, с отметкой 2667 пунктов занимал 86 позицию в мировом рейтинг-листе шахматистов.

## Семья
Женат на шахматистке Ирине Туровой, двое сыновей.

## Изменения рейтинга
| Графики недоступны из-за технических проблем. См. информацию на Фабрикаторе и на mediawiki.org. |